# St.-Lukas-Kirche (Jerstedt)

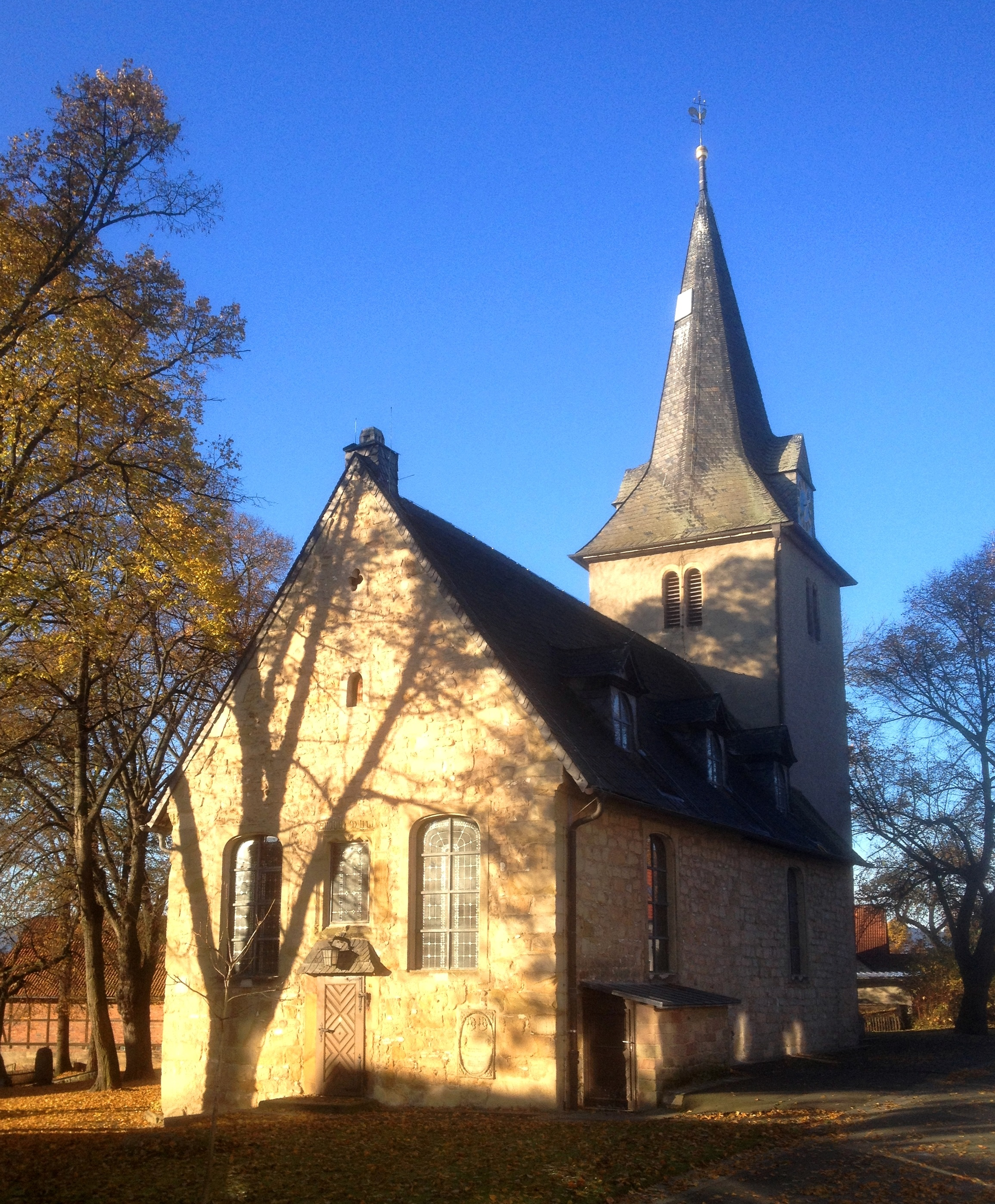
St.-Lukas-Kirche, Nordostansicht

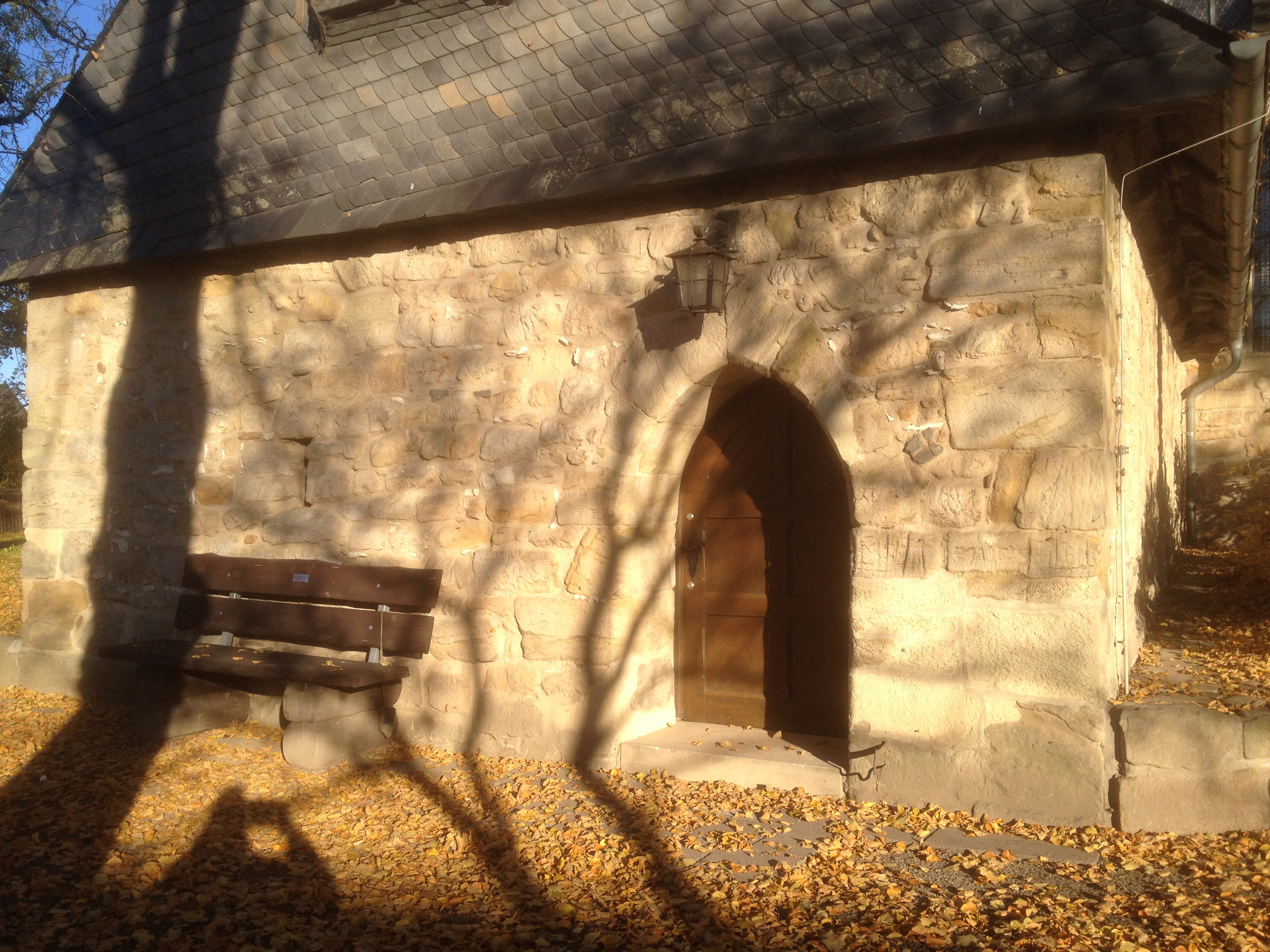
Südvorhalle mit Wetzrillen neben dem Eingang

Die St.-Lukas-Kirche im Goslarer Ortsteil Jerstedt ist eine im Kern vorromanische Dorfkirche. Sie gehört zur Propstei Goslar der Evangelisch-lutherischen Landeskirche in Braunschweig.

## Geschichte und Bauwerk
Die erste Erwähnung der Jerstedter Kirche findet sich in einer Xantener Urkunde von 1046. Aus der ersten Hälfte des 11. Jahrhunderts stammen die ältesten Bauteile der Kirche. An der Südvorhalle mit frühgotischem Portal finden sich mittelalterliche Wetzrillen. Der einschiffige Saalbau erhielt 1506 einen neuen, flach schließenden Chor. Der Tabernakelstein mit der Inschrift Hic deum adora – „Hier bete Gott an“ wurde nach der Reformation in den Vorraum versetzt und als Gotteskasten verwendet. Der Turm entstand erst nach dem Dreißigjährigen Krieg. Den barocken Schnitzaltar fertigte Andreas Gröber. Ebenfalls barock sind die Stifterscheiben und die 52 gemalten Engel am hölzernen Tonnengewölbe; von diesen trägt jeder ein Spruchband mit einem Satz des Te Deum in Martin Luthers Übersetzung Herr Gott, dich loben wir (EG 191). Die Orgel ist ein Werk von Johann Andreas Engelhardt aus dem Jahr 1860.